# Hafizullah Qadami
Hafizullah Qadami, född 20 februari 1985, är en afghansk fotbollsspelare (anfallare) som för närvarande spelar för Kabul Bank FC där han spelat sedan 2003. Han anses av vissa vara en av Afghanistans bästa spelare.